# Gulang-Erdbeben von 1927

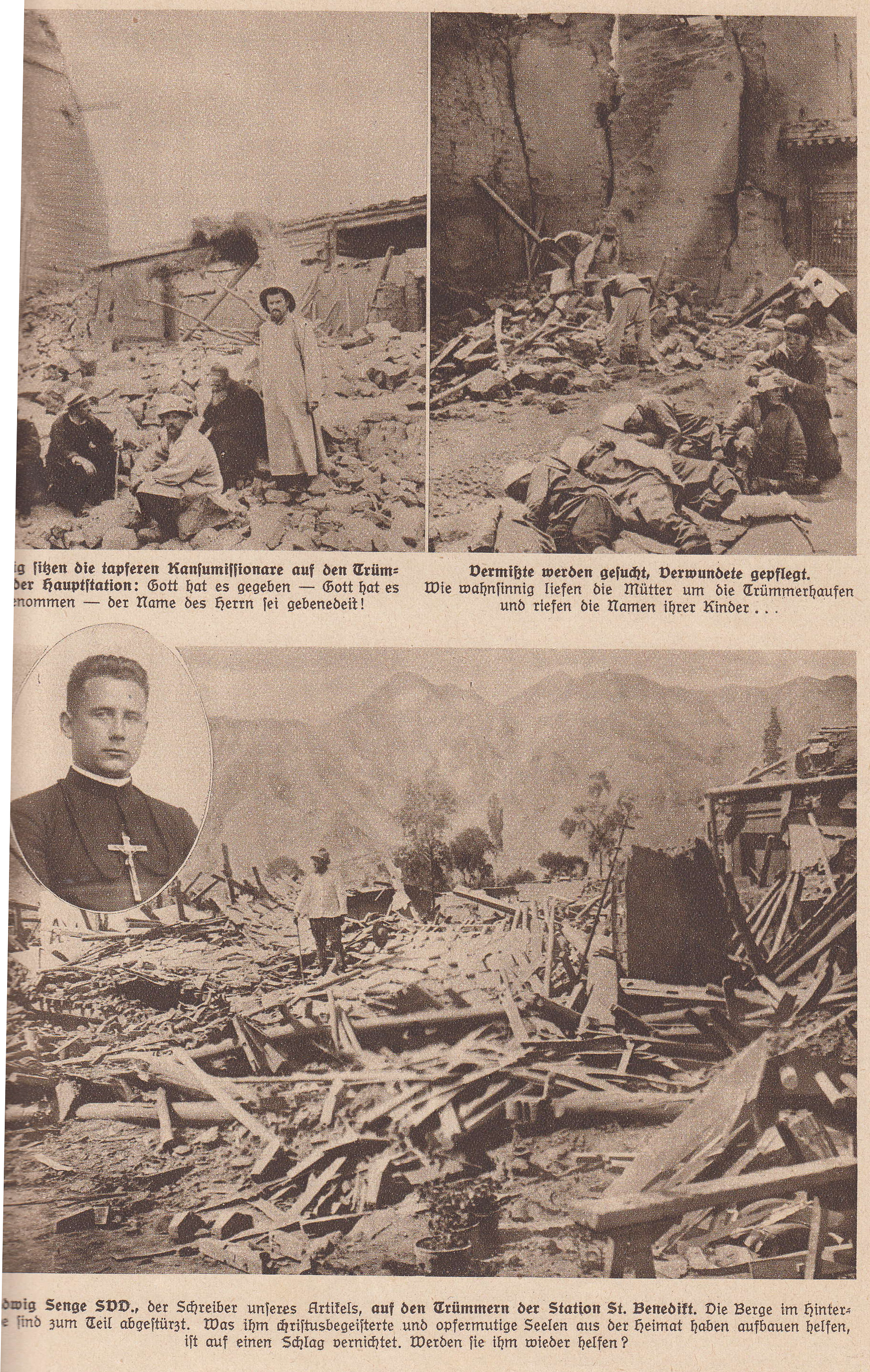
Bilder der Folgen des Erdbebens, in: Stadt Gottes, 1927

Das Gulang-Erdbeben von 1927 (古浪地震), manchmal Nan-Shan-Erdbeben genannt (nach dem früheren Namen des Qilian Shan, an dessen Fuß es sich ereignete), war ein schweres Erdbeben, das sich am 22. Mai 1927 in China (Xining, Gulang, Wuwei) ereignete.

## Überblick
Das Epizentrum war 36° 42′ 0″ N, 102° 0′ 0″ O, der Erdbebenherd lag in einer Tiefe von 25 km, die Magnitude betrug 8,3 / 7,6. Es gab mehr als 40.900 Tote. Die Schadensregion liegt vor dem Qilian Shan im Bereich der Seidenstraße. Es gab schwere Schäden in der Gegend von Gulang und Wuwei. Erdrutsche begruben eine Ortschaft bei Gulang, im Kreis Wuwei entstand ein neuer See, nachdem ein Fluss durch einen Erdrutsch aufgestaut wurde. Große Spalten entstanden, und viele Sandvulkane wurden beobachtet. Das Beben soll mehr als 250.000 Stück Vieh getötet haben; das vom Schaden betroffene Gebiet erstreckte sich von Lanzhou über Minqin und Yongchang nach Jinta. Das Beben war noch in Xi’an zu spüren; andere Beobachtungen wurden aus bis zu 700 km Entfernung vom Epizentrum gemeldet. Die von einigen Quellen genannte Opferzahl von 200.000 für dieses Erdbeben geht möglicherweise auf eine Verwechslung mit dem Beben vom 16. Dezember 1920 zurück.